# 1997 en France
Chronologie de la France
- 1993
- 1994
- 1995
- 1996
- 1997
- 1998
- 1999
- 2000
- 2001

Cet article présente les faits marquants de l'année 1997 en France.

## Événements

### Janvier
- 27 janvier : une étude fait état de près de 2 000 œuvres d'art pillées par les Nazis pendant la Seconde Guerre mondiale dans les musées français, qui avaient pourtant caché leurs plus belles pièces.

### Février
- 1er février : à 1 heure du matin (heure Française) France Télécom cesse la radiotélégraphie Morse sur la fréquence marine de 500 kHz[1].

### Mars
- 25 mars : loi Thomas créant les fonds de pension, restée lettre morte, faute de décret d'application.
- Le jeu télévisé La Roue de la fortune (TF1) s'arrête faute d'audience. Il était animé par Olivier Chiabodo et Frédérique Le Calvez.

### Avril
- 21 avril : dissolution de l'Assemblée nationale, par le Président de la République Jacques Chirac, suivie d'élections législatives.
- 24 avril : Loi Debré sur le contrôle de l'immigration

### Mai
- 3 mai : Mort du prétendant au trône impérial français, Louis Napoléon, parfois appelé "Napoléon VI"
- 25 mai : premier tour des élections législatives.

### Juin
- 1er juin : victoire de la gauche plurielle lors des élections législatives anticipées avec 319 sièges contre 257 à la droite. Lionel Jospin devient Premier ministre.
- 2 juin : troisième cohabitation. Début du Gouvernement Lionel Jospin (fin le 6 mai 2002).
- 4 juin :  Elisabeth Guigou, première femme ministre de la Justice
- 12 juin : Laurent Fabius est élu président de l’Assemblée nationale.
- 17 juin : création du Mouv', la radio jeune du groupe Radio France.
- 19 juin : Lionel Jospin annonce la fermeture du réacteur Superphénix.
- 25 juin : décès du Commandant Cousteau.

### Juillet
- Juillet : mobilisation des associations de chômeurs pour l'augmentation des minima sociaux : les bureaux des ANPE et des Assedic sont occupées pendant plusieurs semaines durant le mois de juillet.

### Août
- 4 août : mort de Jeanne Calment, doyenne de l’humanité à l’âge de 122 ans.
- 19 août-24 août : voyage de Jean-Paul II en France, lors des Journées mondiales de la jeunesse.
- 30 août : dernière émission du Club Dorothée sur TF1
- 31 août : mort de Lady Di dans un accident de voiture à Paris.

### Septembre
- 1er septembre : sortie du jeu Super Mario 64 sur Nintendo 64.
- 1er septembre : première émission de TF! Jeunesse sur TF1.
- 8 septembre : accident ferroviaire de Port-Sainte-Foy.

### Octobre
- 8 octobre : ouverture à Bordeaux du procès de Maurice Papon.
- 28 octobre : réforme du service national, qui est suspendu[2]

### Novembre
- 8 novembre : suspension de la conscription en France, pour tous les jeunes nés en 1979 ou après  : elle est remplacée par la JAPD, Journée d'Appel de Préparation à La Défense.
- 21 au 23 novembre : le Congrès de Brest confirme François Hollande à la tête du PS.

### Décembre
- 11 décembre : le mouvement des chômeurs redémarre à Marseille avec la revendication d'une prime de Noël de 3 000 francs pour tous les chômeurs. Ils occupent des locaux des Assedic dans toute la France de décembre 1997 à janvier 1998.

## Entreprises
- Fusion de la Lyonnaise des Eaux et de la Compagnie de Suez.
- Rachat du Crédit du Nord par la Société Générale le 10 mars 1997

## Culture

### Mode
Jean-Paul Gaultier défile pour la première fois en haute couture ; il dessine également les costumes du film Le Cinquième Élément de Luc Besson. 

### Cinéma

#### Films français sortis en 1997
- x

#### Autres films sortis en France en 1997
- Le Cinquième élément, de Luc Besson

#### Prix et récompenses
- César du meilleur film : Ridicule, de Patrice Leconte
- Prix Jean-Vigo : La Vie de Jésus, de Bruno Dumont

## Naissance en 1997
- 6 janvier : Luv Resval, rappeur († 21 octobre 2022).
- 5 avril : Tina Kunakey, mannequin.
- 15 avril : PLK, rappeur.
- 15 mai : Ousmane Dembélé, footballeur.
- 18 juin : Amine Harit, footballeur.
- 10 juillet : Diane Leyre, reine de beauté.
- 6 octobre : Théo Hernandez, footballeur
- 17 octobre : Chloé Jouannet, actrice.
- 14 novembre : Christopher Nkunku, footballeur.
- 19 novembre : Léna Situations, influenceuse.